# Culcua normani
Culcua normani är en tvåvingeart som beskrevs av Rozkosny och Kozanek 2007. Culcua normani ingår i släktet Culcua och familjen vapenflugor.
Artens utbredningsområde är Sabah. Inga underarter finns listade i Catalogue of Life.